# Pioneer 10
De Pioneer 10 (ook wel: Pioneer F) was een Amerikaanse onbemande ruimtevlucht naar de planeet Jupiter die startte in 1972. Deze missie had als doel gegevens te verzamelen over zowel Jupiter en zijn manen als de buitenste regionen van het zonnestelsel.

## Pioniersvlucht
Een van de redenen voor het gebruik van de naam Pioneer lag in het feit dat deze vlucht bedoeld was om de weg te effenen voor zwaardere verkenners. De constructeurs wisten niet goed wat de ideale vormgeving voor zo'n sonde moest zijn, doordat er tot die tijd slechts zeer weinig bekend was over de stralingsgordels van de buitenplaneten en de intensiteit van micrometeorieten. De Pioneer 10 en 11 moesten hieromtrent duidelijkheid verschaffen. Beide sondes voerden camera's mee, maar het maken van opnames was niet het belangrijkste missiedoel. De vaartuigen beschikten over sensors die magnetische velden, geladen deeltjes en samenstelling en temperatuur van Jupiter vastlegden. De verzonden foto's waren een bijproduct van metingen door een polarimeter, ontworpen door de Nederlandse hoogleraar Tom Gehrels van de Universiteit van Arizona.
Overigens zouden verreweg de meeste toekomstige plannen vroegtijdig sneuvelen op de tekentafel: door voortdurende bezuinigingen moest NASA in de jaren na Pioneer 10 keuzes maken. Zijn voortdurend door uitstel en budgetoverschrijdingen geplaagde paradepaardje Space Shuttle slokte het leeuwendeel van de beschikbare fondsen op en na Voyager 1 en 2 maakte NASA noodgedwongen pas op de plaats.

### Kosten
De totale kosten voor deze vlucht tot 1997, in bedragen van 2001, bedroegen 350 miljoen dollar, waarvan 200 miljoen dollar werd besteed aan ontwerpen en testen; de overige 150 miljoen dollar ging op aan lancering, volgen van het toestel en verwerken van de wetenschappelijke gegevens.

## Ontwerp, communicatie, energievoorziening, meetinstrumenten en gewicht

### Ontwerp
De Pioneer 10 bestond uit een plat zeshoekig compartiment van 36 cm hoogte; ieder paneel had een lengte van 71 cm. Een paneel was verbonden met een ander gedeelte, dat de wetenschappelijke instrumenten huisvestte. Twee zonnesensors en een Canopussensor zorgden voor oriëntatie en standregeling. Als referentie gebruikte de sonde de posities van Zon en Aarde, met de positie van Canopus ter controle. De klimaatbeheersing hield het toestel tussen −23 en +38 °C.

### Communicatie
Voor communicatie met de vluchtleiding op Aarde beschikte de sonde over drie antennes: een hooggevoelige schotelantenne met een diepte van 46 cm en een diameter van 2,74 m en daarnaast een middelgevoelige antenne op de schotelantenne en een laaggevoelige antenne die 76 cm van het deel met de vluchtinstrumenten uitstak en onder de schotelantenne was bevestigd. Van de twee ontvangers was er een aangesloten op zowel de laag- als middelgevoelige antenne, de andere was gereserveerd voor de schotelantenne. De vluchtleiding kon deze omwisselen. Twee zenders met versterkers van 8 watt op 2292 MHz zonden gegevens naar de Aarde, inkomende signalen kwamen binnen op 2110 MHz. De bitrate bedroeg op weg naar Jupiter 2048 bps en aan het einde van de missie slechts 16 bps. Op 750 miljoen km doet een radiosignaal er zo'n 40 minuten over om deze afstand te overbruggen.

### Energievoorziening
Eerdere missies naar de binnenplaneten gebruikten zonnepanelen voor het opwekken van elektriciteit. Door de grote afstand tot de zon (bijna 800 miljoen km) was dit toentertijd in de buurt van Jupiter onmogelijk. Pioneer 10 was daarom uitgerust met vier RTG's van het type SNAP-19. Tijdens het verval van deze isotopen komt warmte vrij, die wordt omgezet in elektriciteit. Deze wekten bij de lancering 155 watt op. Na een reis van 21 maanden en bijna een miljard km genereerden ze bij Jupiter nog 140 watt.

### Wetenschappelijke experimenten

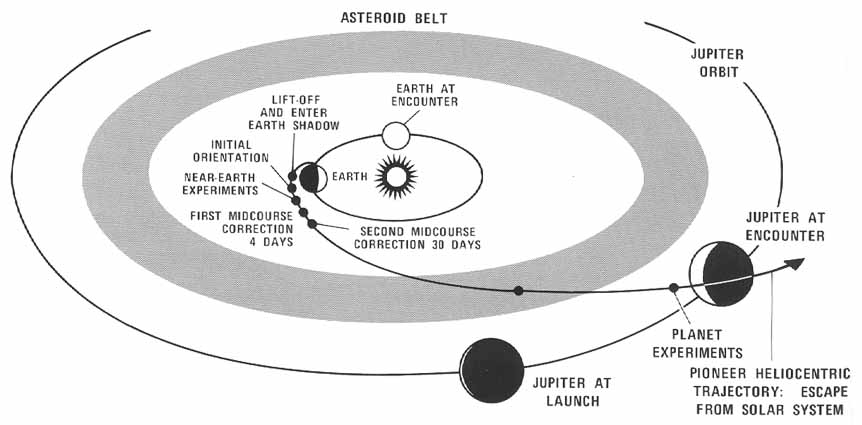
Traject van Pioneer 10

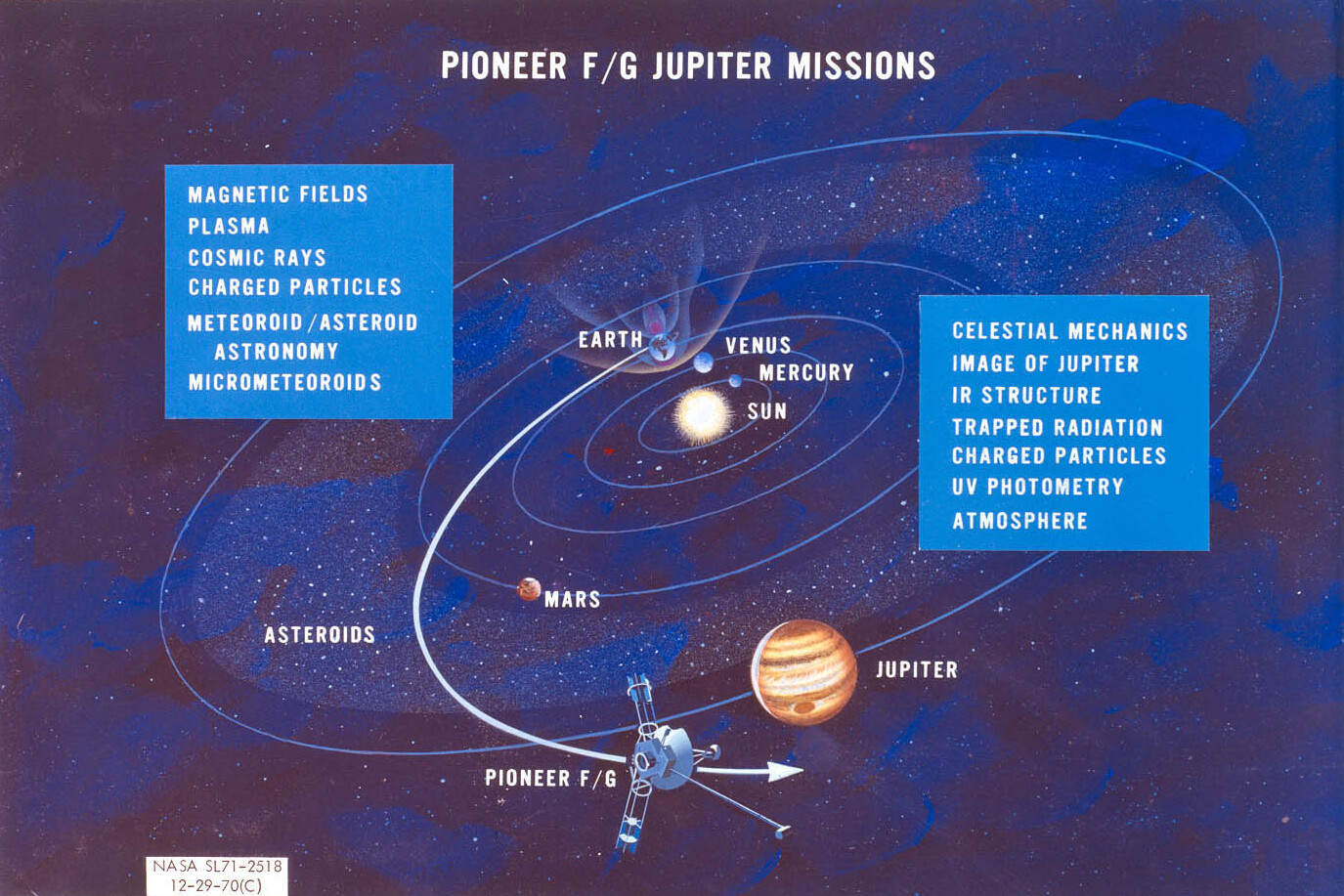
Artistieke impressie van de vlucht van Pioneer 10

Deze verkenner voerde veertien wetenschappelijke experimenten mee.
- Drieassige heliummagnetometer, met zeven dynamische bereiken van +/−2,5 nT tot +/−10 gauss, met een lineariteit van 0,1%, een ruisdrempel van 0,01% rms bij 0-1 Hz en een nauwkeurigheid van 0,5%. Deze was bevestigd op een 6,60 m lange mast.[1]
- Charged Particle Instrument (CPI), om de samenstelling en spectra van geladen deeltjes te onderzoeken.
- Planetoïde-/meteorietenastronomie. Zowel de afmetingen van voorbijvliegende objecten als de helderheid van de sterrenhemel werd vastgelegd.
- Meteorietendetector, om inslagen van op het ruimtevaartuig botsende meteorieten te meten. Hij bestond uit 234 cellen gevuld met een stikstof/argon-mengsel, afgevuld tot 1175 torr bij 295 K en bevestigd aan de achterkant van de schotelantenne. Iedere cel had een 25 micrometer dikke huid. Raakte een meteoriet de sonde, dan kon uit het verlies van gas de grootte van het gat worden afgeleid.
- Joviaanse stralingsmeter, bestaande uit vijf deeltjesdetectoren. Ze maten elektronen met een energie tussen 0,01 en 35 MeV en protonen tussen 0,15 en 80 MeV. Dit instrument woog 1,72 kg en verbruikte 2,8 watt.
- Breedband ultravioletfotometer, met een bereik van 200-800 ångström. Tijdens de reis naar Jupiter onderzocht dit instrument het overgangsgebied van supersone naar subsone zonnewind. Tijdens het passeren van de planeet zocht het naar een aurora op de dagzijde van Jupiter, de verhouding tussen waterstof en stikstof in de atmosfeer en de temperatuur van de buitenste atmosfeerlagen van Jupiter. In de interplanetaire ruimte werd door dit instrument helium aangetoond, hetgeen wees op reacties tussen geladen deeltjes en waterstof.
- IPP (imaging photopolarimeter), deze scande de planeet en zijn manen. Dit leverde als bijproduct foto-opnamen van Jupiter, al toonde de maximale resolutie slechts details van 200 km grootte. Voyager zou enige jaren later qua foto's Pioneer ruimschoots overtreffen. Hij maakte scans in twee kleuren: in blauw tussen 3900 en 4900 ångström en in rood van 5800 tot 7000 ångström.
- Infrarood-radiometers, een verbetering van het ontwerp gebruikt voor de Mariner's 6 en 7 in 1969. Ze legden de warmtestraling van de atmosfeer van Jupiter vast op twee banden: 14-25 en 19-56 micrometer. Geleerden gebruikten de gegevens om uit te maken of Jupiter een grote hoeveelheid interne energie uitstraalde, het aantonen van onregelmatige temperatuurverschillen in de atmosfeer, het bepalen van de temperatuur op de donkere zijde en of er al dan niet een uit bevroren methaan bestaande ijskap bestond.
- Hemelmechanica, door middel van Doppler verkreeg men nauwkeurigere cijfers betreffende de omloopbaan van Jupiter, diens planetaire massa en de zwaartekrachtvelden van de zon, Jupiter en diens manen.
- S-band occultatie-experiment. Als de sonde achter een planeet of een van diens manen verdwijnt, verandert het radiosignaal enigszins. Hieruit kunnen onder meer temperatuur, druk en diameter van de planeet worden afgeleid. Dit is van groot belang voor latere vluchten die in de atmosfeer afdalen.
- GTT, geigerbuistelescoop. Deze mat de flux van protonen en elektronen, zowel in de interplanetaire ruimte als bij Jupiter.
- Kosmischestralingexperiment, gemeten door drie telescopen.
- Plasma-analysator: deze nam voor protonen metingen van 0,1 tot 18 keV; voor elektronen tussen 1 en 500 eV.
- Fotometer voor vastleggen van sterrenlicht in twee kleuren. In blauw van 3900 tot 4900 ångström en in rood van 5800 tot 7000 ångström. Dit gebeurde slechts tijdens cruise-modus in de interplanetaire ruimte, niet in de buurt van Jupiter.

De metingen vonden voortdurend plaats, tenzij een instrument stukging of na verloop van tijd het opgewekte vermogen dusdanig zakte, dat de vluchtleiding instrumenten bij toerbeurt inschakelde om stroom te besparen.
De planetoïde-/meteorietendetector stopte er als eerste mee in december 1973. Een maand later gaf de IR-radiometer de geest en in november 1975 de HVM (helium/vector magnetometer). In oktober 1980 vertoonde de meteorietendetector bij lage temperaturen zoveel kuren, dat deze eveneens werd uitgeschakeld. In maart 1986 hielden beide zonnesensoren het voor gezien, waarna NASA tot oktober 1993 de polarimeter gebruikte voor standregeling. Daarna schakelde NASA wegens energiegebrek ook dit instrument uit. De TRD (trapped radiation detector, stralingsmeter) ondergingen in november 1993 en de plasma-analysator in september 1995 hetzelfde lot om stroom te besparen. Vanaf januari 1996 stapte de sonde over op beurtelings inschakelen van diverse instrumenten. De generatoren wekten, na bijna een kwart eeuw dienst, te weinig stroom op. Vanaf augustus 2000 functioneerde nog slechts de GTT (geigertelescoop).

### Massa
De massa van Pioneer 10 bedroeg 258 kg.

## Vluchtverloop

### Lancering

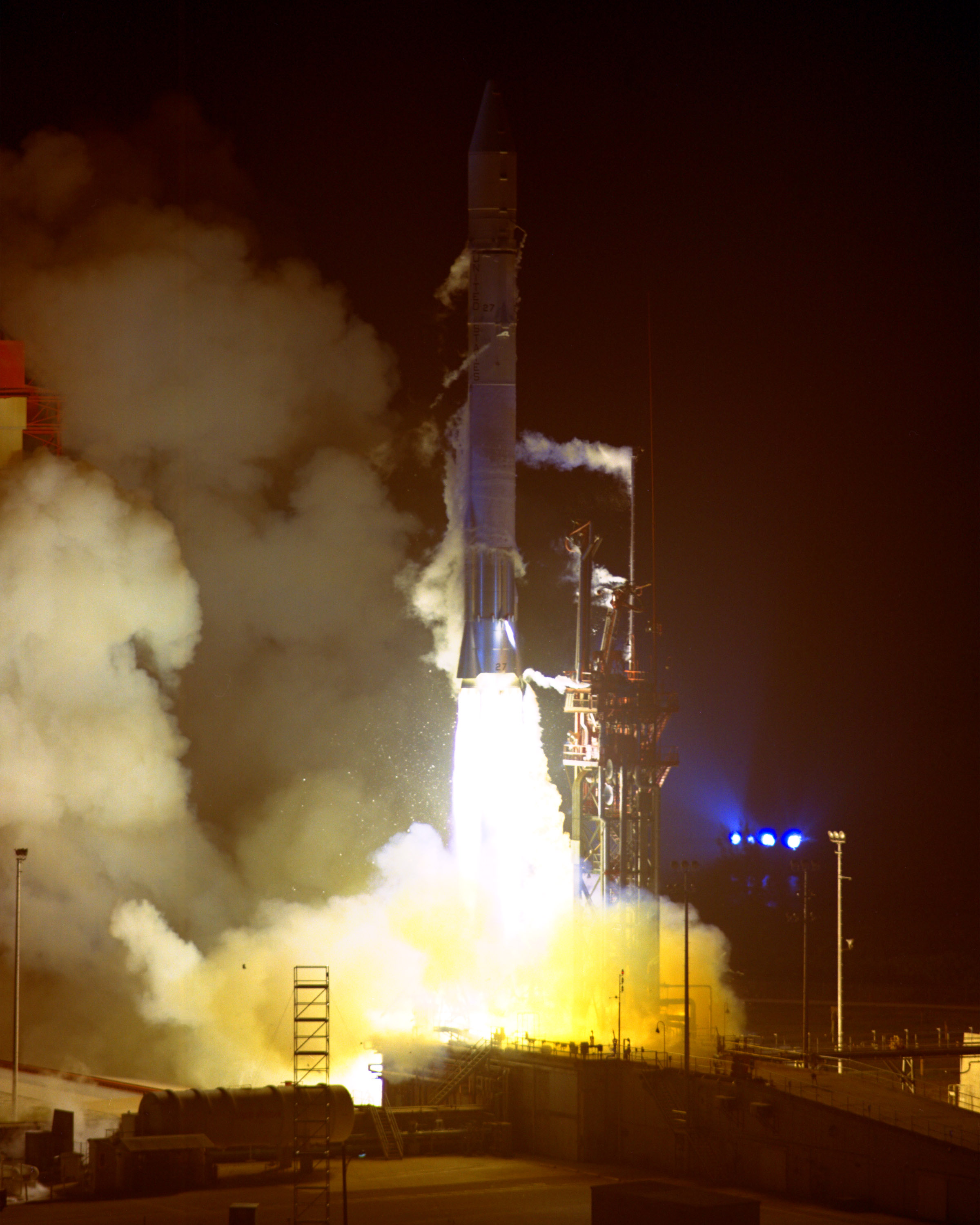
Lancering van Pioneer 10

Pioneer 10 werd gelanceerd op 3 maart 1972 met een Atlas-Centaur draagraket vanaf Cape Canaveral. Om de benodigde hoeveelheid brandstof voor de standregeling tot een minimum te beperken draaide de verkenner met 5 omwentelingen per minuut om zijn as. De draai- en antenne-as was op de aarde gericht. Op het einde van de missie draaide de verkenner eenmaal in de 14,1 seconden om zijn as.

### Planetoïdengordel
Na 180 dagen dook de robot de planetoïdengordel in. Dit stuk van het zonnestelsel tussen Mars en Jupiter is bezaaid met rotsblokken. De ruimte is echter dermate groot dat de kans dat een ruimtevaartuig met één daarvan in botsing komt, verwaarloosbaar klein is. De Pioneer 10 vloog dan ook zonder problemen door de gordel.

### Passage

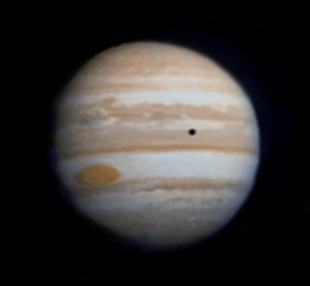
Opname van Jupiter (1 december 1973)

Na een voorspoedige vlucht arriveerde Pioneer 10 na 21 maanden en bijna een miljard kilometer te hebben overbrugd, bij zijn doel. Op 4 december 1973 om 2.25 uur UTC vloog het vaartuig Jupiter voorbij met als kleinste afstand 132.252 km. De passage van Jupiter duurde twee maanden. Op basis van beide vluchten (10 & 11) paste NASA haar plannen voor de Voyagers aan en werkte deze gedetailleerd uit. Samen met haar zusterschip Pioneer 11 en de Voyager 1 en 2 kwam de wetenschap veel nieuwe feiten op het spoor:
- De planeet zou mogelijk geen vaste kern hebben.
- Het voorkomen van bliksem op Jupiter.
- Na studie van de (grotere) manen bleken deze een onderling zeer verschillende oppervlaktestructuur te vertonen.
- De ontdekking van nieuwe maantjes.
- Jupiter heeft, net als Saturnus, een ringenstelsel.
- De maan Io is vulkanisch zeer actief, wat wordt veroorzaakt door de getijdekrachten van Jupiter.

De verkenner zond ruim 300 opnames door. Pioneers boordcomputer ondervond problemen door de sterke straling, afkomstig van de planeet. Dat leidde tot een fout in een reeks commandoinstructies, waardoor een opname van de maan Io verloren ging.

### Plaquette

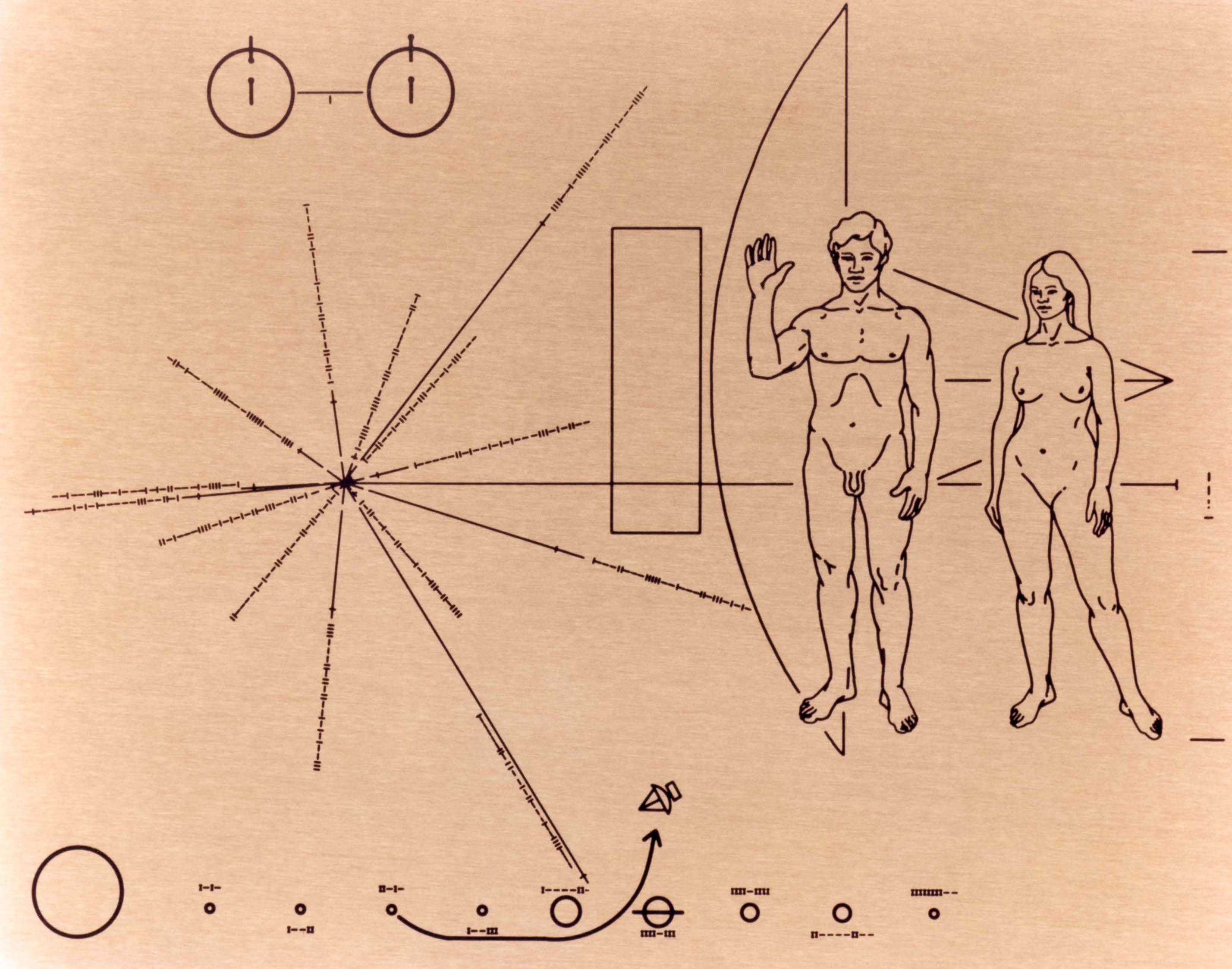
De gouden plaquette van Pioneer 10

Na de passage wierp het zwaartekrachtveld van Jupiter de verkenner op een koers naar Aldebaran met een reistijd van 2 miljoen jaar. Er bestaat een zeer geringe kans dat Pioneer 10 onderweg de aandacht trekt van andere intelligente levensvormen. Daarom ontwierp NASA een gouden plaquette, die veel consternatie veroorzaakte. Deze vertoont een naakte man en vrouw, op dezelfde schaal getekend als de Pioneer 10 die eveneens is afgebeeld. Onderaan de plaquette staat het zonnestelsel afgebeeld waaruit een ander volk de herkomst van onze verkenner af kan leiden. Links staan veertien pulsarlocaties, met onze zon in het midden als referentie. De trillingsfrequentie van een zuurstofatoom dient als ijking voor de stralingsenergie van de pulsars. Velen vonden dat NASA met het naakt te ver ging, volgens anderen ging het juist niet ver genoeg.

### Verder verloop van de vlucht
Na het verlaten van het zonnestelsel in de jaren 80 ging de sonde door met metingen, veel instrumenten bereikten echter het einde van hun levensduur. Bovendien produceerden de generatoren steeds minder stroom. Op 31 maart 1997 stopte NASA met het routinematig volgen van hun vaartuig, dat veel van zijn ontwerpers in functionerende toestand zou overleven; de reden was geldgebrek. Medio 1992 ontstonden problemen met de schotelantenne. Hierdoor kon NASA nog slechts contact maken met de 70 meter grote antennes van het Deep Space Network. Vanaf februari 1995 schakelde men het besturingssysteem slechts tijdens manoeuvres in.
Op de 30e verjaardag na de lancering, op 3 maart 2002, seinde het vaartuig nog gegevens naar NASA. Hun verkenner liep echter op z'n laatste benen en na op 27 april 2002 voor de laatste maal nuttige gegevens te hebben verstuurd was de koek definitief op.

### Einde van de missie
Op 23 januari 2003, na een lange missie die bijna 31 jaar duurde, gaf NASA hun verkenner opdracht om het laatste nog functionerende wetenschappelijke instrument aan boord (de geigertelescoop) uit te schakelen. Er kwam geen reactie op hun signaal. Op 6 en 7 februari 2003 deed NASA een laatste poging om contact te leggen. Pioneer 10 antwoordde niet meer; de eerste geslaagde verkenner van Jupiter was definitief aan zijn verre reis naar Aldebaran begonnen.